# Eurosignal
Eurosignal est un ancien système européen de radiomessagerie, qui a été en service entre 1974 et 1997. Les émissions étaient réalisées entre 87,3 et 87,5 MHz en FM, sa modulation caractéristique était donc souvent audible sur les récepteurs grand public de radio FM.

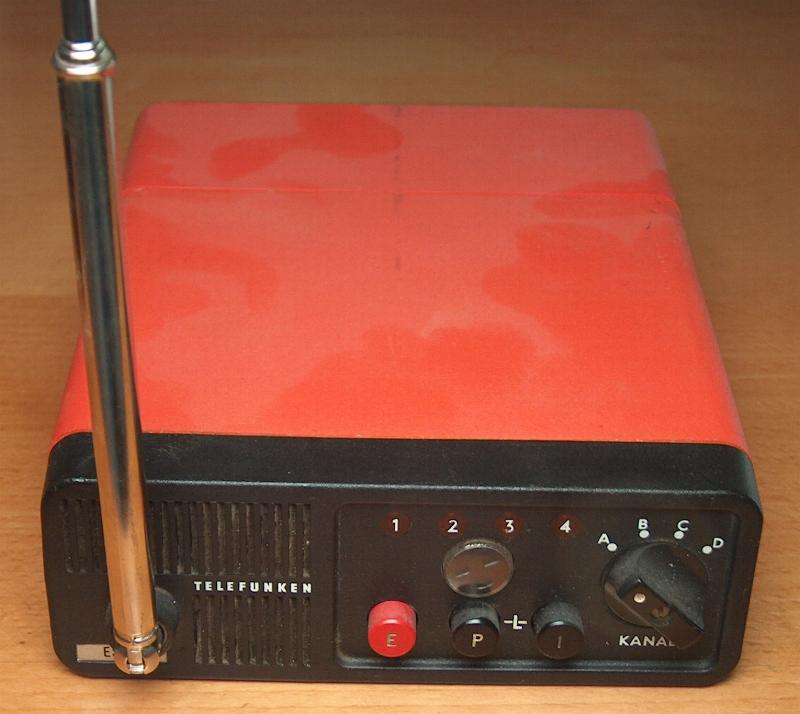
Récepteur Eurosignal.

## Historique
Le système Eurosignal a été conçu par les organismes d'État des postes et télécommunications de quelques pays européens. Il a été mis en place en Allemagne (1974), en France (1975) et en Suisse (1985).
En France et en Suisse, les émissions ont été arrêtées le 31 décembre 1997, en Allemagne le 1er avril 1998.

## Fonctionnement

### Utilisation
Un récepteur pouvait se voir allouer jusqu'à quatre numéros d'appel. Il comprenait un signal acoustique et quatre signaux optiques qui indiquaient lequel des quatre numéros avait été appelé. Eurosignal ne permettait pas par ailleurs de transmettre un message, la signification des quatre numéros d'appel devait donc être établie préalablement entre les correspondants. Les numéros Eurosignal ne figuraient pas dans un annuaire, de façon à limiter les abus.
L'appel des abonnés Eurosignal se faisait par téléphone.
L'avantage qu'avait Eurosignal sur les réseaux de radiotéléphones de l'époque était son coût, dix fois inférieur. De plus, la couverture était équivalente à celle de la radio FM, c'est-à-dire très bonne.

### Réseau de diffusion
Les données étaient transmises par radio en VHF. Quatre canaux étaient utilisés :
| canal | fréquence  | France          | Allemagne (R.F.A.)      | Suisse |
| ----- | ---------- | --------------- | ----------------------- | ------ |
| A     | 87,340 MHz | centre-est      | centre; Hambourg        | -      |
| B     | 87,365 MHz | nord            | nord; sud; Berlin ouest | -      |
| C     | 87,390 MHz | ouest; est; sud | -                       | -      |
| D     | 87,415 MHz | sud-ouest       | -                       | tout   |

Le réseau de diffusion était composé d'émetteurs terrestres dont la puissance allait jusqu'à 2 kW.

### Modulation utilisée
Eurosignal était basé sur l'émission d'audiofréquences, au début en modulation d'amplitude, puis en modulation de fréquence. De façon générale, chaque chiffre du numéro d'appel donnait lieu à l'émission d'une fréquence particulière pendant 100 ms.
Ainsi, le numéro 1 2 3 4 5 6 donnait lieu à l'émission des fréquences f1 f2 f3 f4 f5 f6.
Si un chiffre était répété, sa deuxième occurrence était remplacée par une fréquence particulière indiquant la répétition, fr.
Par exemple, le numéro 1 1 1 1 1 1 était codé par f1 fr f1 fr f1 fr.
Deux numéros d'appel étaient séparés par la fréquence fi pendant au moins 0,22 s, soit une durée par numéro d'appel de 0,82 s.
Les fréquences utilisées étaient les suivantes :
| Signification | Notation | Fréquence  |
| ------------- | -------- | ---------- |
| Chiffre 0     | f0       | 979,8 Hz   |
| Chiffre 1     | f1       | 903,1 Hz   |
| Chiffre 2     | f2       | 832,5 Hz   |
| Chiffre 3     | f3       | 767,4 Hz   |
| Chiffre 4     | f4       | 707,4 Hz   |
| Chiffre 5     | f5       | 652,0 Hz   |
| Chiffre 6     | f6       | 601,0 Hz   |
| Chiffre 7     | f7       | 554,0 Hz   |
| Chiffre 8     | f8       | 510,7 Hz   |
| Chiffre 9     | f9       | 470,8 Hz   |
| Libre         | fi       | 1 153,1 Hz |
| Répétition    | fr       | 1 062,9 Hz |

Des signaux Eurosignal peuvent être entendus dans le morceau "Les Professionnels", troisième morceau de l'album "Premiers symptômes" du groupe Air, dans lequel ils sont mis en musique en guise d'introduction.
Des signaux Eurosignal apparaissent également dans la chanson Attentat II du groupe Marseillais IAM sur l'album Ombre est Lumière en 1993.